# Bożykiwci
Bożykiwci (pol. Bożykowce, ukr. Божиківці) – wieś na Ukrainie, w obwodzie chmielnickim, w rejonie derażniańskim.